# Mastaba

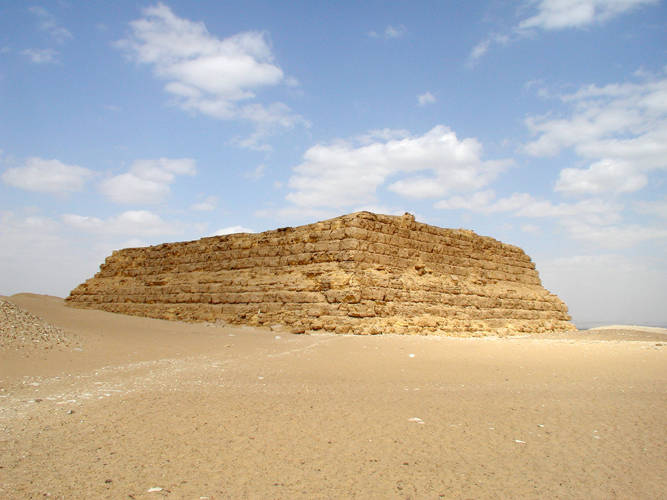
Mastaba de Shepseskaf.

Una mastaba es el lugar de entierro de muchos personajes egipcios principalmente durante el Periodo Arcaico de Egipto.
Durante la época del Imperio Antiguo de Egipto, los faraones comenzaron a ser enterrados en pirámides, en lugar de mastabas, aunque continuaron empleándose para otros personajes durante más de mil años.

## Ubicación
La ubicación de las tumbas era muy importante, ya que se debían situar fuera del alcance de las crecidas del Nilo, y tenían que estar en la zona occidental de este río, en el desierto, por donde se ponía el Sol al atardecer, que era donde el difunto iniciaba su viaje hacia el Más Allá pues, según sus creencias, la entrada al inframundo, o Duat, estaba situada al occidente, denominándose "occidentales" a los espíritus de los difuntos.

## Características constructivas

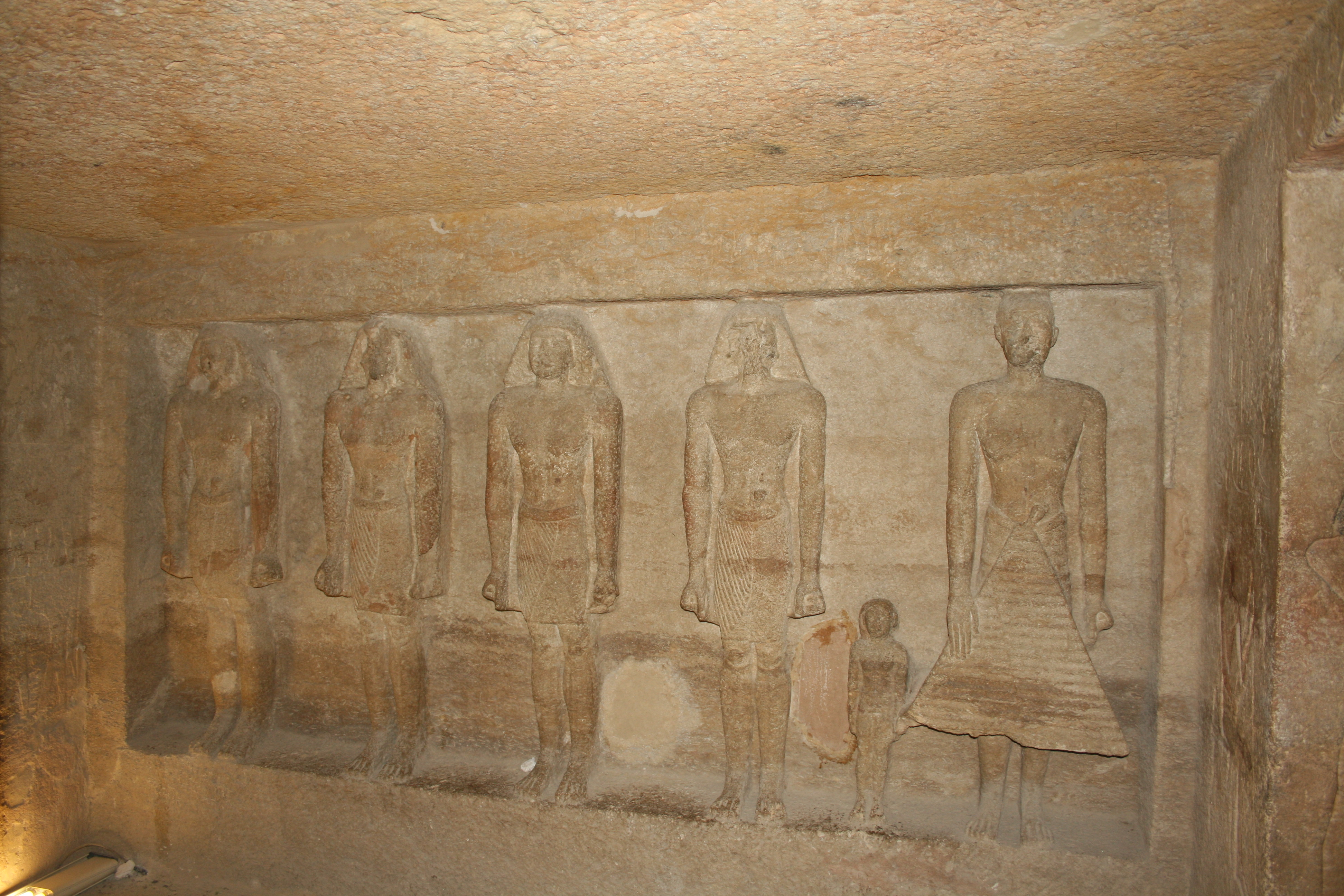
Interior de la mastaba de Idou, Guiza.

Las mastabas se construyeron en un principio con adobes (ladrillos de barro) y posteriormente de piedra, generalizándose entre los faraones y sus esposas principales durante la dinastía III, después de que Imhotep erigiera en piedra el complejo funerario de Saqqara para el faraón Dyeser (Zoser). 

### Primeras tumbas
Las más antiguas eran fosas excavadas en la tierra divididas en varias salas con muros de adobe. La sala central se reservaba para el difunto, y en las demás se colocaba el ajuar funerario y los víveres para la otra vida. En algunas, hay fosas en el exterior con los cuerpos de los esclavos sacrificados para el servicio de su señor en el más allá. Una vez depositado el cuerpo, se cegaba el acceso. La forma de cubrir de estas fosas se desconoce; posiblemente fuese una estructura de adobe y madera, de poca altura.

### La mastaba

Esquema de mastaba con doble foso.

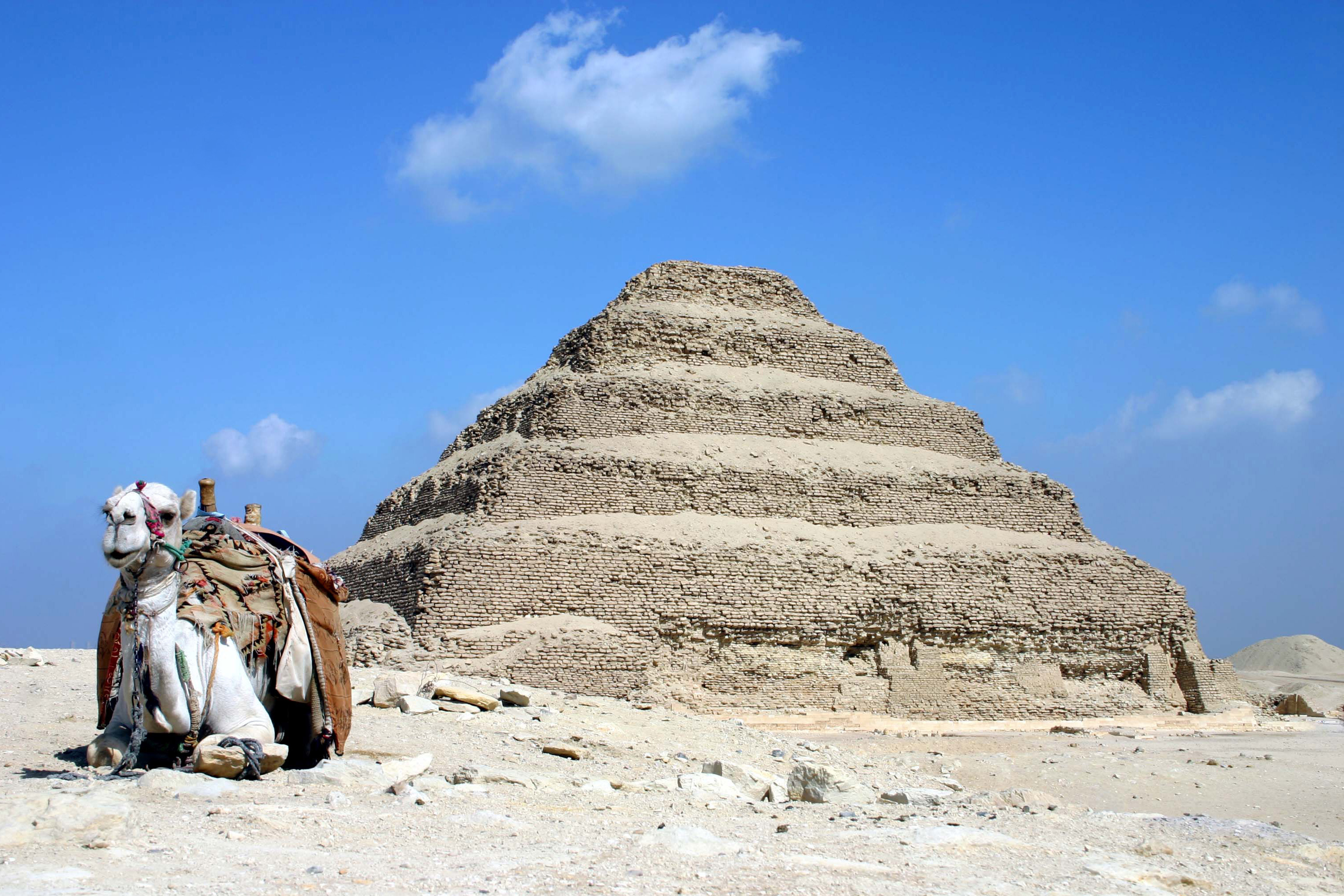
Pirámide de Saqqara.

Esta construcción tiene dos niveles: el subterráneo, con la cámara sepulcral, a la que se accedía a través de largos pozos verticales que se cegaban después de depositar la momia, y el nivel superior, en el que estaba la capilla, que imitaba la casa del difunto, donde los familiares podían pasar para depositar ofrendas, con una o varias "falsas puertas" decoradas con relieves, situadas en la parte oriental, que servían para indicar al espíritu, al doble del difunto (llamado ba), el lugar por donde debía salir o entrar al edificio. Las más suntuosas disponían de varias salas ricamente decoradas y serdab...

### Mastabas saítas
En el Periodo tardío de Egipto, durante la época saíta, las mastabas perdieron su forma original, consistiendo en sencillas construcciones de adobe elevadas sobre el suelo, y prescindieron de la cámara subterránea. En esta época, las mastabas contenían a veces un panteón familiar, colocándose unas tumbas encima de otras, disponiendo una escalera exterior para poder llegar hasta las más elevadas. Esta curiosa disposición fue habitual en el Bajo Egipto para resguardar a los cadáveres de la humedad propia de las inundaciones.
Existen miles de mastabas en Egipto, muchas de ellas con capillas interiores decoradas con bellas pinturas murales. A diferencia de los textos de las Pirámides, que sólo contenían fórmulas para la vida en el más allá, estas pinturas son una excelente fuente de información de la vida cotidiana.
Las pirámides egipcias se desarrollaron como evolución de las mastabas. La más antigua, la Pirámide escalonada de Saqqara, fue originalmente concebida como una única mastaba, pero el arquitecto Imhotep decidió superponer otras cinco, cuyas bases son progresivamente más estrechas.